# Braccio Baglioni
Braccio Baglioni, detto il Magnifico (Perugia, 1419 – Perugia, 8 dicembre 1479), è stato un condottiero italiano.
Fu signore di Bettona, Cannara, Perugia (de facto), Spello, Sterpeto e Tordandrea.

## Biografia
Era il primogenito, tra cinque maschi (Carlo I, Guido I, Sforza I e Rodolfo I), di Malatesta I Baglioni e Giacoma Fortebraccio, sorella del condottiero Braccio da Montone. Venne avviato alla carriera militare e combatté in diverse occasioni nelle guerre che contrapponevano in quel tempo i tanti piccoli Stati sovrani che esistevano nell'Italia centrale. Nel 1437, alla morte del padre Malatesta, gli succedette nelle signorie di Bettona, Cannara e Spello che costituirono il primo nucleo del cosiddetto Stato Nuovo baglionesco.

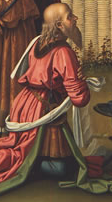
Malatesta I Baglioni nelle vesti di uno dei Magi (Adorazione dei Magi del Perugino, Galleria nazionale dell'Umbria, Perugia)

### Matrimoni
Nel maggio 1437 il diciottenne Braccio sposò Toderina Fregoso, proveniente da una delle casate nobiliari più importanti della Repubblica di Genova. Dalla loro unione nacquero tre figlie (Leandra, Braccesca e Francesca) e l'unico figlio maschio di Braccio, Grifone (1457-1477). Questi, padre del più famoso Grifonetto, nato postumo, morì in battaglia a Pontericcioli.
Nel giugno 1462, vedovo, si risposò con Anastasia Sforza, figlia del conte di Santa Fiora Bosio I.

### Governo (1438-1478)
Divenuto signore di Perugia nel 1438, esercitò su Perugia una signoria occulta (ovverosia non caratterizzata da un totale controllo dei poteri civici, in quanto la città apparteneva allo Stato della Chiesa che non la riconosceva formalmente). Sfruttando la sua posizione di capitano delle milizie della Santa Sede, esercitò sulla città un'influenza che ne sancì presto la supremazia. Braccio Baglioni fu soprattutto soldato, che signore. Coraggioso sul campo di battaglia ma anche avveduto stratega prima del combattimento, pronto nel conquistare nuove terre al suo casato, spietato nella vendetta quando giudicava di non potersi fidare di un nemico vinto, ma che ottenuta la pace non avrebbe esitato a riprendere le armi contro di lui. Fu amatissimo dalle sue truppe ed i suoi capitani erano considerati da lui come amici. Tuttavia fuori dei cruenti campi di battaglia e delle campagne militari, Braccio era uomo colto e gentile e malgrado fosse abituato alla rude vita militare, manteneva raffinati rapporti di amicizia con gli altri grandi signori della penisola con frequenti scambi di corrispondenza, ed ospitando presso di lui aristocratici condottieri, principi della chiesa e ed ambascerie, che passavano dalla città. I Varano di Camerino, gli Sforza, i Della Rovere, i Medici e gli ambasciatori delle Serenissima conobbero la splendida ospitalità di Braccio Baglioni. Quando il marchese Borso d'Este si recò a Roma nel 1471 per ricevere dal papa Paolo II, la corona ducale, facendo sosta a Perugia, con la sua corte composta da dame, gentiluomini e dignitari, venne alloggiato nel palazzo di Braccio, mentre la scorta armata venne alloggiata in comodi attendamenti fatti preparare appositamente fuori della mura di città. Per congratularsi con l'imminente dignità che stava per essergli conferita, Braccio donò a Borso d'Este due splendidi cavalli arabi, della razza migliore e ad ogni personaggio del seguito fu donata una moneta d'oro appositamente coniata a ricordo del passaggio a Perugia.

### L'amicizia con Lorenzo il Magnifico
Oltre all'amicizia che li unì, i due nobili personaggi, Braccio e Lorenzo, malgrado la differenza d'età,  ben trenta anni, ebbero in comune l'appellativo di "Magnifico" che entrambi ebbero si meritarono per una serie di qualità speciali che li distinsero come la saggezza nel governo, intelligenza politica,  passione per l'arte e la cultura, lungimiranza e mecenatismo. Dal punto di vista politico Lorenzo ebbe più fortuna poiché la sua casata non subì una damnatio memoriae, non scomparve il suo archivio, i suoi palazzi, il suo quartiere e quindi la sua storia, ma il pensiero che univa Lorenzo e Braccio era lo stesso ed era quello che forgiava gli spiriti più illuminati dei prìncipi del Rinascimento. Entrambi infatti, grazie alla potenza familiare e al favore delle magistrature cittadine, sapevano muoversi bene nel complesso degli interessi e di alleanze che venivano intessute per anni e poi all'occorrenza in breve disfatte, in quella che era "politica degli equilibri".

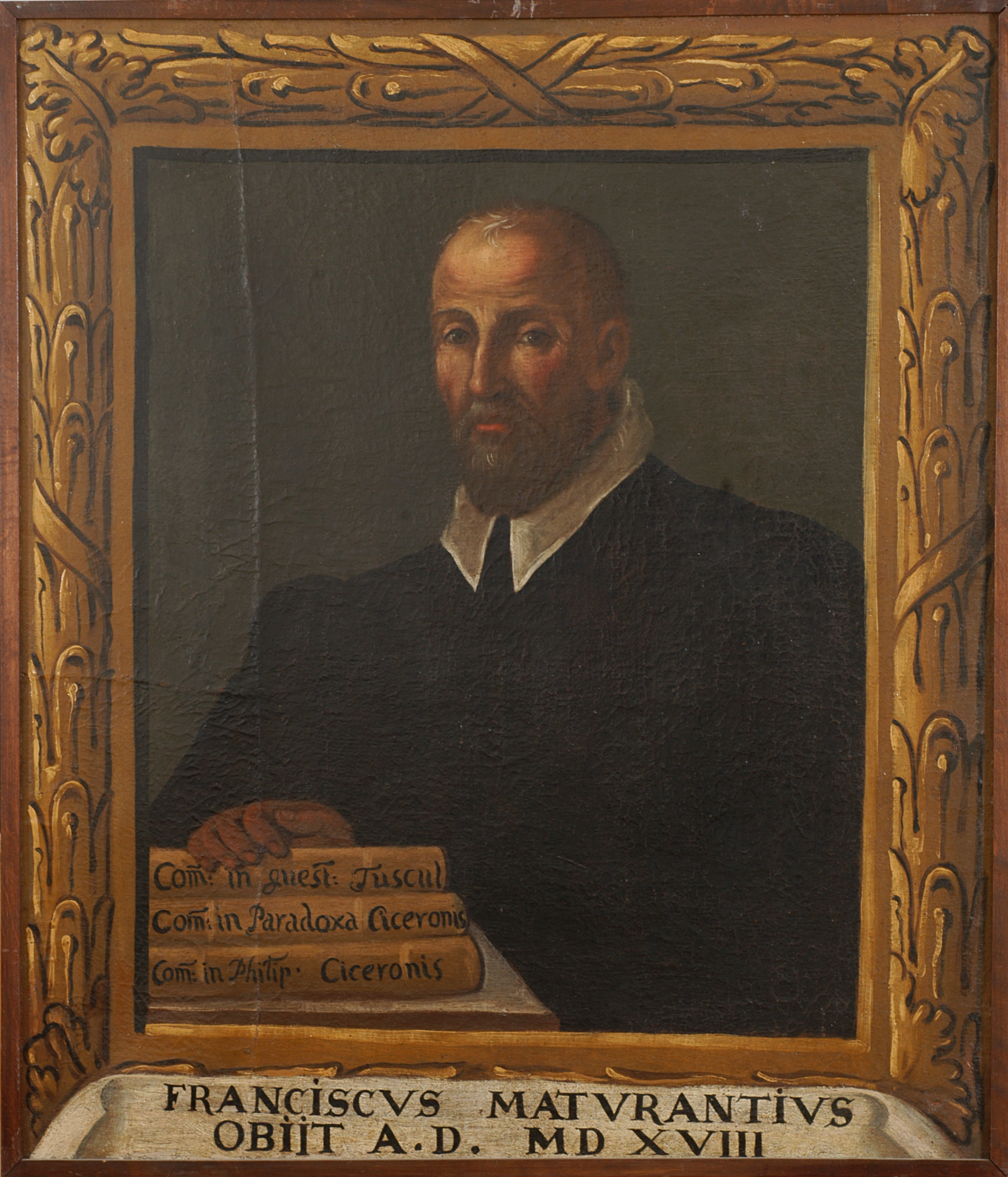
Francesco Maturanzio

### Braccio mecenate
Il mecenatismo di Braccio chiamò alla sua corte Francesco Maturanzio, che si occupò della storia e della genealogia baglionesca, lo scienziato Niccolò Rinaldi da Sulmona, cui Braccio commissionò un trattato medico sulla peste, Giovanni Campano, fine letterato, che fu ambasciatore presso la corte papale, il poeta veronese Leonardo Montagna, artisti come Piero della Francesca, Pinturicchio e Benedetto Bonfigli, tra i maggiori pittori di Perugia. Un suo ritratto, eseguito dal Bonfigli, si trova alla Galleria nazionale dell'Umbria.

### Braccio e la stampa
A differenza dei ricchi che possedevano i libri, abituati ai codici miniati e che disdegnavano l'acquisto dei libri stampati, considerandoli cosa modesta e volgare, Braccio invece, volle sostenere questa attività invitando stampatori dalla Germania, fornendo loro un lavoro ben remunerato e facendo loro costruire una dimora nei pressi del suo palazzo, in modo che essi potessero esercitare il loro mestiere in tutta tranquillità, fondando con loro una società commerciale che favorisse la diffusione del libro a stampa. In questo modo Braccio dimostrò di essere non solo colto mecenate delle arti, ma anche uomo d'intuizione, considerando di grande utilità la nuova scoperta che consentiva di mettere in circolazione i classici ad un costo più basso e rendendoli accessibili anche alla borghesia. Di questa contingenza ne approfittarono subito gli studenti dell'Ateneo perugino che poterono usufruire de codici pubblicati a stampa su cui studiare, tanto che si dovette chiamare un secondo nucleo di stampatori dalla Germania per curare l'edizione del famoso giureconsulto perugino Baldo e di altri testi giuridici. Su ordine di Braccio, venne anche fatto stampare una edizione della grammatica di Sulpizio Veroli, una delle prime opere di codifica delle norme linguistiche della lingua italiana diffuse a stampa.

### La generosità di Braccio
I biografi narrano che chi avesse avuto bisogno e fosse ricorso a lui per un prestito, mai rifiutava e non metteva il tasso d'interesse alla restituzione e non era raro che rifiutasse addirittura il rimborso. Se accadeva che le richieste lo avessero colto sprovvisto di contanti, mandava uno dei suoi servitori a vendere vasi d'argento, anelli e stoffe preziose per soddisfare i richiedenti. Così come egli dava generosamente e senza ostentazione, altrettanto accettava con cordiale spontaneità qualsiasi dono, specie da persone umili, lodando le qualità di ciò che aveva ricevuto per poi ricambiare il donatore quando poteva. Tutti i suoi sottoposti, servitori, artigiani e mercanti e chiunque che lavorava per lui veniva onorato e ricompensato oltre misura. In tempi di carestia Braccio acquistava, fuori Perugia e a sue spese, carichi di grano e di farina per metterli in vendita a prezzi bassissimi, in modo che anche i meno abbienti ne potessero comperare. Molte furono le opere benefiche da lui fondate e sostenute fra cui la Confraternita di Farmacia che distribuiva gratuitamente medicine e medicamenti vari ai più poveri.
Braccio amava rallegrare la cittadinanza con giostre e tornei, alle cui prove di forza e di abilità, partecipava egli stesso. Usava spesso dire che un popolo nato per la guerra come quello perugino, era meglio che sfogasse l'aggressività nei ludi cavallereschi piuttosto che nelle lotte di parte e nei duelli di strada. Feste e banchetti all'aperto nei parchi cittadini venivano offerti al popolo in occasione delle frequenti ricorrenze religiose e specialmente nei giardini pensili che egli possedeva sopra le mura etrusche o in altri luoghi di sua proprietà come gli “Orti di San Pietro”, presso l'antica omonima basilica, coltivati ad alberi da frutto, querce, ulivi e fiori profumati, sempre aperti a tutti quanti avessero voluto usufruire del loro verde ristoro. I perugini si vantavano che gli Orti di Braccio, come li chiamavano, erano più belli di quelli delle Esperidi. Pare che questo giardino fosse il preferito di Braccio stesso che vi aveva fatto costruire un tempietto di marmo a pianta ottagonale, che il rifacimento settecentesco dei giardini del Frontone avrebbe completamente snaturato, quanto il luogo divenne sede dell'Arcadia perugina. In quei giardini si tenevano in estare, conviti silvestri, intrattenimenti musicali e danze, fra gioconde compagnie di giovani e di fanciulle. Fra gli intrattenimenti offerti alla cittadinanza da Braccio, in occasione di speciali ricorrenze come quelle dei santi patroni, di nozze e di genetliaci familiari, c'erano le corse dei cavalli di cui egli era appassionato e poi finte battaglie in costume da antichi romani, funamboli, saltimbanchi e giocolieri.

### Opere pubbliche a Perugia
Braccio attuò una politica di espansione ed abbellimento della città, furono costruite nuove strade e signorili palazzi. Tra il 1429 ed il 1433, su impulso di suo padre, era stato ampliato il Palazzo dei Priori, vennero edificate altre chiese e cappelle private. Fu realizzato un imponente palazzo gentilizio come residenza privata della famiglia, di cui oggi rimane solo la parte inglobata nella Rocca Paolina. L'edificio fu decorato da Domenico Veneziano con un ciclo di pitture aventi come oggetto le nobili casate perugine e i grandi condottieri del passato; questi affreschi non esistono più, sebbene risultassero già deteriorati al tempo di Giorgio Vasari.
La facciata della sontuosa dimora, iniziata da Malatesta I e caratterizzata da un'alta torre, era adorna di graffiti e di sculture. All'interno, nella sala di rappresentanza, campeggiava il dipinto raffigurante Perugia e i personaggi che più la illustrarono. Dietro il palazzo si estendevano grandi giardini pensili, siti sulle mura etrusche.

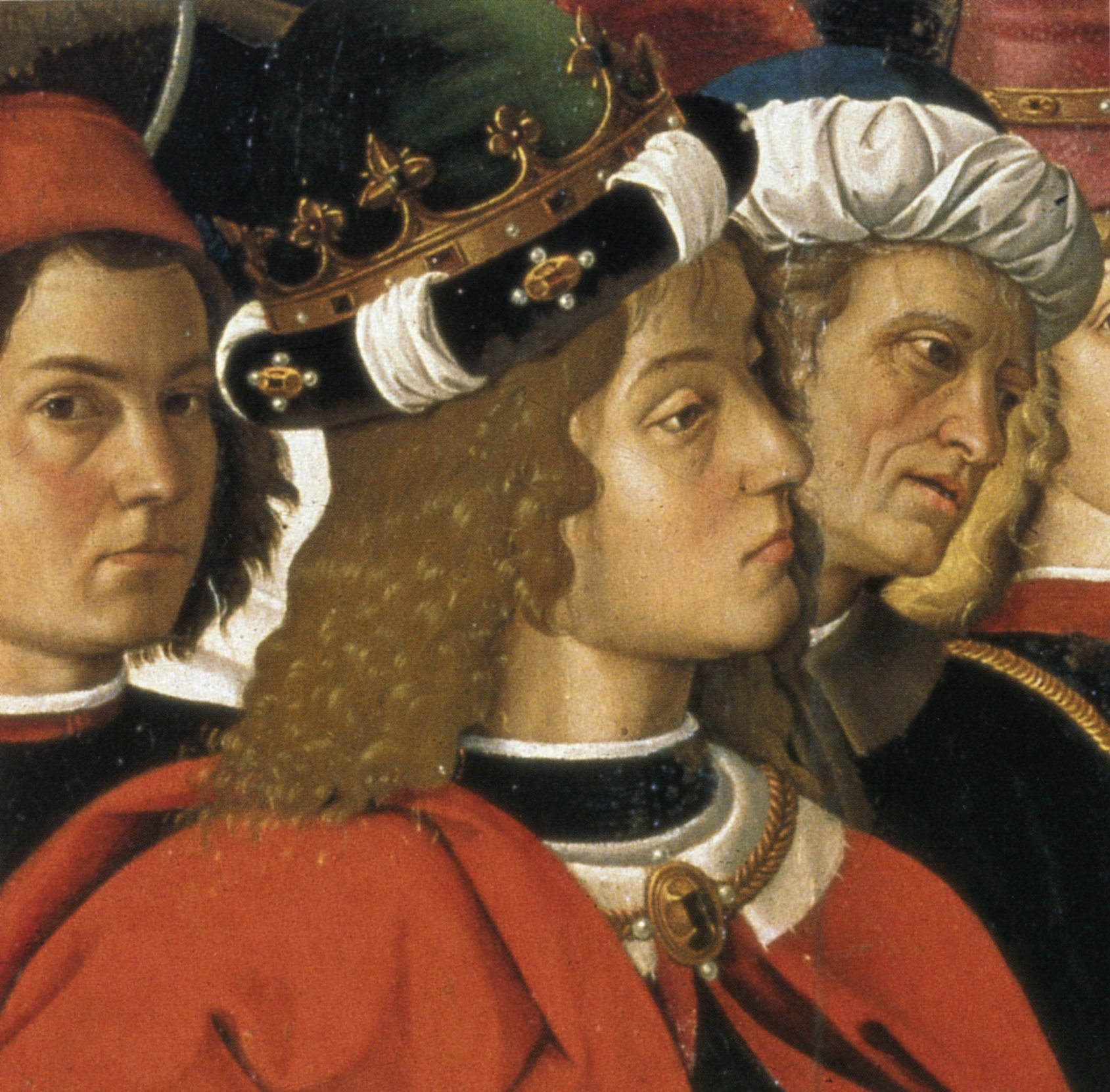
Grifone Baglioni

### Successione
La morte tragica e improvvisa del suo unico figlio maschio costituì una grande afflizione per il sessantenne Braccio, fondatore dello Stato baglionesco: lasciò il patrimonio al piccolo nipote Federico Grifonetto, sotto la tutela della madre Atalanta, ma la signoria fu usurpata dagli zii Guido I, Rodolfo I e Astorre I. Tale situazione porterà, nel 1500, alle giornate drammatiche delle nozze di sangue con lo sterminio di molti esponenti della famiglia.

### Morte
Dopo una vita avventurosa, Braccio scomparve a Perugia l'8 dicembre del 1479.  In segno di lutto, dopo la sua sepoltura, le trentasette bandiere e i sette stendardi che Braccio aveva tolto ai nemici di guerra nelle sue battaglie vittoriose, vennero “strascinate” per la città per più giorni e la cerimonia dello strascinamento venne ripetuta anche nel trigesimo della morte, per poi essere di nuovo tutti riappesi nella chiesa di Santa Maria dei Servi dove li aveva deposti quali ex voto alla Madonna, chiesa e nella quale volle essere sepolto invece che in San Francesco al Prato, sede delle tombe della famiglia. Le sue ossa andarono disperse, alla metà del Cinquecento, durante la demolizione della chiesa, come di gran parte delle costruzioni della vetta del Colle Landone, da parte di papa Paolo III, quando Perugia venne tolta definitivamente alla signoria dei Baglioni, restando per tre secoli sotto il pesante giogo del Regno della Chiesa, come vennero ugualmente rimosse anche le altre sepolture dei Baglioni da San Francesco al Prato, in disprezzo di quella famiglia di valorosi condottieri di cui la Santa Sede si era avvalsa per tanto tempo, ma che ne avevano sempre fieramente contrastato le mire pontificie sulla città di Perugia.

## Ascendenza
|                      |                    |                    | Genitori              |  |  | Nonni |  |  | Bisnonni      |  |  | Trisnonni |  |
|                      |                    |                    |                       |  |  |       |  |  | Oddo Baglioni |  |  | ?         |  |
|                      |                    |                    |                       |  |  |       |  |  | Oddo Baglioni |  |  | ?         |  |
|                      |                    | ?                  |                       |  |  |       |  |  | Oddo Baglioni |  |  |           |  |
| Pandolfo Baglioni    |                    |                    |                       |  |  |       |  |  | Oddo Baglioni |  |  |           |  |
|                      |                    | ?                  | ?                     |  |  |       |  |  |               |  |  |           |  |
|                      |                    | ?                  | ?                     |  |  |       |  |  |               |  |  |           |  |
|                      |                    | ?                  | ?                     |  |  |       |  |  |               |  |  |           |  |
| Malatesta I Baglioni |                    | ?                  |                       |  |  |       |  |  |               |  |  |           |  |
|                      |                    | ?                  | ?                     |  |  |       |  |  |               |  |  |           |  |
|                      |                    | ?                  | ?                     |  |  |       |  |  |               |  |  |           |  |
|                      |                    | ?                  | ?                     |  |  |       |  |  |               |  |  |           |  |
| Bianca Michelotti    |                    | ?                  |                       |  |  |       |  |  |               |  |  |           |  |
|                      |                    | ?                  | ?                     |  |  |       |  |  |               |  |  |           |  |
|                      |                    | ?                  | ?                     |  |  |       |  |  |               |  |  |           |  |
|                      |                    | ?                  | ?                     |  |  |       |  |  |               |  |  |           |  |
| Braccio Baglioni     |                    | ?                  |                       |  |  |       |  |  |               |  |  |           |  |
|                      | Guido Fortebraccio | Oddo Fortebraccio  |                       |  |  |       |  |  |               |  |  |           |  |
|                      | Guido Fortebraccio | Oddo Fortebraccio  |                       |  |  |       |  |  |               |  |  |           |  |
|                      | Guido Fortebraccio | ?                  |                       |  |  |       |  |  |               |  |  |           |  |
| Oddo Fortebraccio    | Guido Fortebraccio |                    |                       |  |  |       |  |  |               |  |  |           |  |
|                      |                    | ?                  | ?                     |  |  |       |  |  |               |  |  |           |  |
|                      |                    | ?                  | ?                     |  |  |       |  |  |               |  |  |           |  |
|                      |                    | ?                  | ?                     |  |  |       |  |  |               |  |  |           |  |
| Giacoma Fortebraccio |                    | ?                  |                       |  |  |       |  |  |               |  |  |           |  |
|                      |                    | Tiveri Montemelini | Francesco Montemelini |  |  |       |  |  |               |  |  |           |  |
|                      |                    | Tiveri Montemelini | Francesco Montemelini |  |  |       |  |  |               |  |  |           |  |
|                      |                    | Tiveri Montemelini | ?                     |  |  |       |  |  |               |  |  |           |  |
| Giacoma Montemelini  |                    | Tiveri Montemelini |                       |  |  |       |  |  |               |  |  |           |  |
|                      |                    | ?                  | ?                     |  |  |       |  |  |               |  |  |           |  |
|                      |                    | ?                  | ?                     |  |  |       |  |  |               |  |  |           |  |
|                      |                    | ?                  | ?                     |  |  |       |  |  |               |  |  |           |  |
|                      |                    | ?                  |                       |  |  |       |  |  |               |  |  |           |  |